# Schlacht von Kuhmo
Karelische Landenge

1. Summa – Taipale  (Kelja) – 2. Summa – Honkaniemi – Wiborg Bucht
Ladoga-Karelien

Tolvajärvi – Kollaa

Kainuu

Suomussalmi (Raate Straße) – Kuhmo
Lappland

Salla – Petsamo
Die Schlacht von Kuhmo war eine Abfolge von Gefechten, hauptsächlich zwischen dem 28. Januar und dem 13. März 1940, nahe dem Ort Kuhmo im sowjetisch-finnischen Winterkrieg. Die 54. sowjetische Division wurde dabei eingekesselt, konnte sich aber bis zum Ende des Krieges halten.

## Vorgeschichte
Die sowjetische Führung wollte durch die Eroberung Nordfinnlands die Besetzung des gesamten finnischen Staates erreichen und schon während des Krieges die Verkehrswege zu seinen Nachbarn abschneiden. Um den Vorstoß der 163. Schützendivision und 44. Mot.-Schützen Division auf Oulu zu unterstützen, sollte die 54. Schützendivision südlich vordringen, um eventuelle Wege für Verstärkungen aus dem finnischen Kernland abzuschneiden.

## Verlauf
Nach dem Grenzübertritt rückte die 54. Division in Richtung Kuhmo vor. Die finnische Armee hatte in diesem Gebiet nur kleine Grenzeinheiten stationiert, da man nicht mit einem Angriff in Nordfinnland rechnete. Das finnische Oberkommando unter Mannerheim sah sich am 3. Dezember 1939 gezwungen, ein Regiment aus der Reserve zu schicken, um den Vormarsch der sowjetischen Division zu bremsen. Bis zum Neujahr 1940 waren die sowjetischen Einheiten bis auf 15 Kilometer an das Dorf herangerückt. Dort blieb die Division von Angriffen des zahlenmäßig unterlegenen Gegners weitgehend verschont. Der Befehlshaber der Division General Nikolai Gussewski nutzte diese Pause zur Befestigung der Stellungen und ließ sogar einen Behelfsflugplatz auf einem gefrorenen See errichten. Die Division befand sich dabei in Form einer gestreckten Kolonne entlang der Einfallsstraße nach Kuhmo.
Nachdem weiter nördlich die 163. und 44. sowjetische Division bei der Schlacht von Suomussalmi besiegt worden waren, schickte Mannerheim die Einheiten aus Suomussalmi in Richtung Kuhmo. Die 9. Division unter Hjalmar Siilasvuo war der sowjetischen Division zahlenmäßig unterlegen und ihr mangelte es mittlerweile an Munition sowie an Artillerie. Am 28. Januar 1940 starteten die finnischen Truppen einen Gegenangriff. Es gelang den Finnen, die wie bei Suomussalmi auf Skiern aus dem Wald operierten, die sowjetische Division abzuschneiden und in drei Teile, sogenannte Mottis (in etwa: Einkesselungen) zu teilen. Die Finnen nutzten zur Abwehr feindlicher Gegenangriffe mit Panzern in Suomussalmi erbeutete sowjetische Panzerabwehrkanonen. Es zeichnete sich eine Pattsituation ab. Die Sowjets versuchten, durch eine neu aufgestellte 2.000 Mann starke Skibrigade und den Einsatz der 23. Schützendivision die umzingelten Einheiten zu entsetzen, diese Versuche schlugen allerdings fehl. Die 54. Division wurde aber ausreichend durch die sowjetische Luftwaffe mit Nachschub versorgt, so dass sie ihren Widerstand bis zum Waffenstillstand am 13. März 1940 aufrechterhalten konnte.

## Folgen
Die Bedeutung der Schlacht für das Gesamtbild des Krieges ist zwiespältig. Einerseits konnten die Finnen den Vormarsch der Sowjets aufhalten und de facto zwei sowjetische Divisionen binden. Die eigentliche Absicht des finnischen Oberkommandos, die Sowjets in Nordfinnland schnell zu schlagen, um die 9. Division an die entscheidende Front an der Karelischen Landenge zu verlegen, erfüllte sich aber ebenso wenig.